# Сала (в Библии)
Сала, Сава, Шелах (др.-евр. שֶׁלַח‬ [ʃɑ.laħ]) — библейский персонаж, благочестивый патриарх, предок Иисуса Христа (Лк. 3:35). Согласно еврейской Библии — сын Арфаксада (Быт. 10:24). Согласно переводу 70 толковников, евангелисту Луке и армянским авторам — сын Каинана (Быт. 10:24, 11:12; 1 Пар. 1:18, 24; Лк. 3:35).
По Книге Бытия, в возрасте 30 лет (по еврейской Библии), либо 130 лет (по Септуагинте) родил сына Евера (Быт. 11:14). Умер в возрасте 433 лет (по еврейской Библии) или 460 лет (по Септуагинте). (Быт. 11:15)
В Книге Юбилеев отец Салы также Каинан, причем упоминается жена Салы — Муак, дочь Кеседа и её сын Ебор.
Армянский историк Мхитар Айриванеци упоминал: жена Салы — Зибимука; сыновья Салы — Евер и Ектан.